# Palacio de Zisa
El palacio de la Zisa, conocido como La Zisa, es un castillo en la parte occidental de Palermo, en la isla italiana de Sicilia.
En julio de 2015, el conjunto «Palermo árabe-normando y las catedrales de Cefalú y Monreale» fue incluido en la lista del patrimonio de la Humanidad por la Unesco. El palacio de la Zisa es uno de los nueve bienes individuales que comprende la declaración (con el ID 1487-006).

## Historia
La construcción se inició en el siglo XII por los artesanos árabes para el rey Guillermo I de Sicilia, y completado por su hijo Guillermo II. El edificio había sido concebido como la residencia de verano de los reyes normandos, como parte de la estación de caza de grandes dimensiones conocido de la Genoard ("Paraíso en la Tierra").
La Zisa está claramente inspirada en la arquitectura morisca. El propio nombre Zisa se deriva del término árabe al-Aziz, que significa "noble", "glorioso", "magnífico". La palabra misma, en escritura Naskh, se imprime en la entrada, según la costumbre habitual de los principales edificios islámicos de la época.

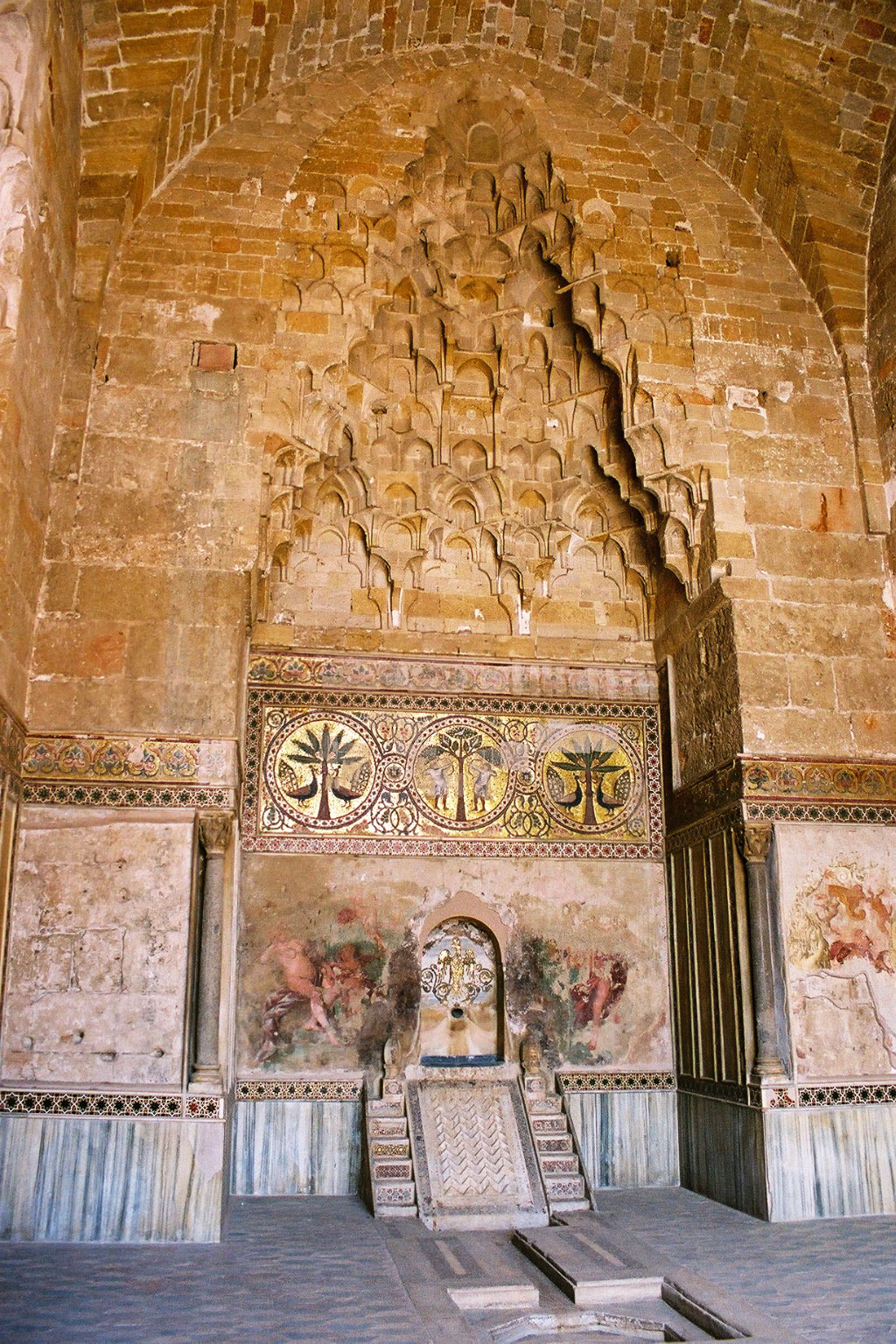
Fuente árabe en el recibidor principal.

En el siglo XIV se añadieron las almenas, por la destrucción de parte de la inscripción árabe (en caracteres cúficos), que embellece la parte superior del edificio. Las modificaciones más sustanciales se han introducido en el siglo XVII, cuando la Zisa, reducida a muy malas condiciones, fue comprado por Giovanni di e Platamone Sandoval, Marqués de S. Giovanni la Mendola, Príncipe de Castelreale, Señor de la Mezzagrana y Zisa. Esta última capa de mármol de armas con dos leones se pueden ver en el fondo de la entrada. Algunas de las habitaciones del interior se han modificado y otros añadidos en el techo, una gran escalera fue construida, así como nuevas ventanas exteriores.
Desde 1808 hasta la década de 1950 el edificio fue utilizado una residencia de los condes Notabartolo di Sciara. Adquirido por la Región de Sicilia y restaurada en los años 1970 y 1980 (la parte norte se había derrumbado en 1971 y ha sido reconstruida a lo largo de las líneas originales), en el día de hoy la Zisa se abre a los turistas. Algunas de las habitaciones alberga piezas de arte islámico, herramientas y artefactos de la zona del Mediterráneo. La habitación más notable es la sala central, con una decoración de mosaico, una vez que tenía una fuente también, de la cual fluía el agua fuera.